# Bies (geslacht)
Bies (Schoenoplectus) is een geslacht uit de cypergrassenfamilie (Cyperaceae). De soorten hebben een kosmopolitisch verspreidingsgebied en komen dus bijna overal ter wereld voor.

## Soorten
- Schoenoplectus acutus (Muhl. ex J.M.Bigelow) Á.Löve & D.Löve
- Schoenoplectus americanus (Pers.) Volkart ex Schinz & R. Keller
- Schoenoplectus annamicus (Raymond) T.Koyama
- Schoenoplectus californicus (C.A.Mey.) Steud.
- Schoenoplectus confusus (N.E.Br.) Lye
- Schoenoplectus corymbosus (Roth ex Roem. & Schult.) J.Raynal in B.Peyre de Fabregues & J.P.Lebrun
- Schoenoplectus decipiens (Nees) J.Raynal
- Schoenoplectus deltarum (Schuyler) Soják
- Schoenoplectus ehrenbergii (Boeckeler) Soják
- Schoenoplectus etuberculatus (Steud.) Soják
- Schoenoplectus halophilus Papch. & Laktionov
- Schoenoplectus heptangularis Cabezas & Jim.Mejías
- Schoenoplectus heterochaetus (Chase) Soják
- Schoenoplectus lacustris (L.) Palla - Mattenbies
- Schoenoplectus litoralis (Schrad.) Palla
- Schoenoplectus monocephalus (J.Q.He) S.Yun Liang & S.R.Zhang
- Schoenoplectus muricinux (C.B.Clarke) J.Raynal
- Schoenoplectus muriculatus (Kük.) Browning
- Schoenoplectus nipponicus (Makino) Soják
- Schoenoplectus paludicola (Kunth) Palla
- Schoenoplectus pulchellus (Kunth) J.Raynal
- Schoenoplectus pungens (Vahl) Palla - Stekende bies
- Schoenoplectus rhodesicus (Podlech) Lye
- Schoenoplectus scirpoides (Schrad.) Browning
- Schoenoplectus subterminalis (Torr.) Soják
- Schoenoplectus subulatus (Vahl) Lye
- Schoenoplectus tabernaemontani (C.C.Gmel.) Palla - Ruwe bies
- Schoenoplectus torreyi (Olney) Palla
- Schoenoplectus triqueter (L.) Palla - Driekantige bies

## Hybriden
- Schoenoplectus × carinatus (Sm.) Palla
- Schoenoplectus × contortus (Eames) S.G.Sm.
- Schoenoplectus × kuekenthalianus (Junge) D.H.Kent
- Schoenoplectus × oblongus (T.Koyama) Soják
- Schoenoplectus × steinmetzii (Fernald) S.G.Sm.
- Schoenoplectus lacustris subsp. flevensis (D.Bakker) Á.Löve & D.Löve. (Fransje)

... · 
Blysmus · 
Bolboschoenus · 
Carex (Zegge) · 
Cladium · 
Cyperus (Cypergras) · 
Eleocharis (Waterbies) · 
Eleogiton · 
Eriophorum (Wollegras) · 
Isolepis · 
Rhynchospora · 
Schoenoplectus (Bies) · 
Schoenus · 
Scirpoides · 
Scirpus · 
Trichophorum · 
...